# Half Noise
Halfnoise – amerykański zespół muzyczny utworzony w 2010 roku w Nashville. Wykonuje muzykę z gatunku rocka alternatywnego. Projekt powstał w wyniku odejścia Zaca Farro z Paramore.

## Historia
Half Noise powstał dwa dni po opuszczeniu przez Zaca Farro zespołu Paramore. Zespół pierwotnie nosił nazwę Tunnel, jednak z powodu istnienia już takiego zespołu, musiał zmienić nazwę. Zac stworzył projekt wraz ze swoim przyjacielem Jasonem Clarkiem, produkując piosenkę "Hide Your Eyes". W marcu 2011 roku ogłoszono, że Zac Farro dołączył do zespołu swojego brata Novel American, lecz nie ma zamiaru również porzucać Half Noise.

## Inspiracje
Zac oświadczył, że zespół inspirują takie zespoły jak: Jimmy Eat World, Radiohead, Sigur Rós i Explosions in the Sky.

## Członkowie zespołu
- Zac Farro – wokal, perkusja
- Jason Clarke – gitara prowadząca